# Danił Czajun
Danił Czajun (ur. 1992 r. w Barnaule) – rosyjski aerobik, trzykrotny mistrz świata, złoty medalista World Games.
Zaczął uprawiać sport w wieku sześciu lat w swoim rodzinnym mieście. Pierwsze jego mistrzostwa świata miały miejsce w 2012 roku w Sofii. Zdobył tam złoty medal w kroku. W zawodach grupowych i tanecznych był odpowiednio czwarty i piąty. Dwa lata później w Cancún wywalczył tytuł mistrza świata w tańcu. Drugie miejsce zajął kroku. W trójkach nie udało się awansować do finału. Jako jeden z członków reprezentacji Rosji zajął piątą pozycję w klasyfikacji drużyn. W Inczon w 2016 roku zdobył brąz w tańcu, natomiast w kroku został sklasyfikowany tuż za podium. Na następnych mistrzostwach świata w Guimarães w 2018 roku zajął pierwsze miejsce w kroku, zdobywając swój trzeci złoty medal. W tańcu nie poszło aż tak dobrze. Zajął piąte miejsce.
Wystąpił na dwóch World Games. W 2013 roku w Cali zdobył dwukrotnie srebrny medal w kroku i tańcu. Na rozegranym we Wrocławiu World Games 2017  zdobył złoto w kroku i srebro w tańcu.
Jest mężem Jewgieniji Czajun (Kudymowej), która również występuje w tej samem dyscyplinie sportu.